# 코리 웨이드
코리 내이서니얼 웨이드(Cory Nathaniel Wade, 1983년 5월 28일 ~ )는 미국의 야구 선수로, 미국 메이저 리그 뉴욕 양키스의 전 선수이다.